# AD San Rafael de Heredia
La Asociación Deportiva San Rafael es un club de fútbol del cantón de Santa Rafael, Heredia.

## Historia
El equipo de Santa Rafael de Heredia compite en el fútbol federado de Costa Rica desde 1962. En donde a nivel nacional logra el título de Tercera División de Costa Rica en 1969. Y luego un título por la Región 9 en 1971. 
En la temporada 2002-2003 el club rafaeleño desciende a la división inferior de ANAFA. Y es hasta el 11 de marzo del 2004 que se funda la Asociación Deportiva San Rafael con su presidente Alberto Camacho.
En el 2006 San Rafael logra su título de Tercera División de ANAFA en la región 9 de Heredia y ascendió a la Segunda división.
Pero en la Temporada 2008- 2009 es que la A.D. San Rafael asciende a Primera División de LINAFA con Pital F.C (viene de 3.ras. Divisiones), A.D. Municipal Escazú, A.D. Municipal Guatuso, A.D. Municipal Quepeña, C.S. La ibertad, Deportivo Saprissa y Sporting F.C.
En la temporada (2014-15) y de la mano de su entrenador Vinicio Montero San Rafael hace una excelente presentación, empatando en cuartos de final 2 por 2 ante Limón sin embargo, pierde 1 por 0 de visita ante los caribeños.
Pero en la siguiente temporada (2015-16) los rafaeleños son sancionados por incomparecencia y se retiran del torneo. La situación se dio por haber efectuado seis cambios ante Chirripo F.C de San Pablo, cuando el reglamento solo permite cinco.
El D.T. de A.D. San Rafael fue Ronald Araya Rivera.

## Datos del club
- Temporadas en UNAFUT 1.ªDivisión: 0
- Temporadas en LIFUSE 2.ªDivisión: 1
- Temporadas en ANAFA 2.ªDivisión B: 8
- Mayor goleada conseguida:

## Palmarés

### Torneos de Liga
- Campeón Nacional de Tercera División por ANAFA Heredia (3): 1992-94 - 2006
- Campeón Nacional de Tercera División Heredia (2): 1969-71
- Tercera División de Costa Rica (1): 1969